# Izara Batres
Izara Batres Cuevas (Madrid, 1982) es una poetisa y escritora española que, entre otros reconocimientos internacionales, ha obtenido el XXXVI Premio Mundial de Poesía Fernando Rielo (2016). 

## Trayectoria
Izara Batres Cuevas es doctora en Literatura por la Universidad Complutense de Madrid. Es profesora de Literatura Española e Hispanoamericana, Escritura Creativa e Innovación en el aula, en UNIR. 
Su obra poética y narrativa y su libro de ensayo Cortázar y París: Último round (2014) han recibido reconocimientos literarios nacionales e internacionales. Su obra ha sido parcialmente traducida al italiano, inglés, griego, portugués, árabe, rumano y danés.
Es colaboradora habitual de medios literarios, revistas y eventos culturales, como el Festival de Literatura de Copenhague, y ha publicado diferentes reportajes y artículos periodísticos, académicos y literarios. En 2019 se presentó el dossier “Julio Cortázar, otra vuelta al día”, del que fue coordinadora, en la Casa de América.
Es cofundadora del colectivo artístico Numen que comenzó su andadura en 2020, reuniendo a artistas de diferentes disciplinas

## Premios y reconocimientos
- XXXVI Premio Mundial de Poesía Fernando Rielo (2016)[9][10]
- Primer Premio Europeo de Poesía Clemente Rebora (2019)[11]
- Premio Internazionale D’Eccelenza “Citta Del Galateo-Antonio De Ferraris” (2021).[12][13]
- Premio a la Creatividad en el Certamen Naji Naaman Literary Prizes (Certamen Internacional del Líbano, 2021).[14]
- Premio de la Editorial Siruela por su ensayo sobre El mundo de Sofía (2007).[15]
- Premio del periódico El País (concurso de relatos de EP3 "Talentos").[16]
- Selección de dos de sus libros por el comité de expertos del certamen internacional New Spanish Books[17] en 2015 y 2016, resultando ganador Confesiones al psicoanalista, en 2016.[18]

## Obra literaria
- Avenidas del tiempo (Vitruvio, 2009)
- El fuego hacia la luz (Sial, 2011), prologado por Luis Eduardo Aute.
- Tríptico (Fundación Rielo, 2017), premio mundial de poesía Fernando Rielo.
- Sin red [19] (Renacimiento, 2019)[20]
- Confesiones al psicoanalista (Ediciones Xorki, 2012)[21]
- ENC o El sueño del pez luciérnaga (Ediciones Xorki, 2014)[22]
- Cortázar y París: Último round (Ediciones Xorki, 2014).[23]
- Fin del mundo del fin (Valparaíso, 2022).
- Julio Cortázar: claves de una búsqueda ontológica (Dykinson, 2023).

## Inclusiones de poemas y relatos en antologías
- Poesía hispanoamericana actual y Poesía Española Contemporánea (Madrid: Lord Byron Ediciones, 2011). Poemas “Avenidas del tiempo” y “Don Quijote”, pp.24-25
- Antología internacional bilingüe Horizontes Poéticos (Rumanía, Antim Ivireanul, 2019, ISBN: 978-606-016-010-6). Selección de poemas de Sin red e inéditos, pp. 17-22.
- Best European Fiction (Estados Unidos: Ed.Dalkey Archive Press, 2017) Relato “Bureaucracy”, pp. 48-55.
- Poetas del siglo XXI,[24] antología online editada por Fernando Sabido:
- Madrid a Miguel Hernández, desde el Café Gijón (Madrid: Ediciones de La Torre, 2011, p. 116). Poema “A Miguel Hernández”, pp. 116-117
- Los poetas de la senda. Muestra Internacional de Poesía Contemporánea (Madrid: Opera Prima, 2014). Poema “Avenidas del tiempo”, p. 43.
- Dios en la poesía actual. Ed. Carmelo Guillén. (Madrid, Ediciones Rialp, 2018,). ISBN: 978-84-321-5047-0. Dos poemas de Tríptico: “Mira” y “Qué busca el rio”, pp. 41-42
- Imposible no comerse. Ed. Antonino Nieto. (Madrid: Ed. Lastura, 2019, ISBN: 978-84-949652-5-8). Selección de poemas de Sin Red, pp. 29-39.
- De las sogas de la felicidad. Ed. Antonino Nieto. Madrid: Ed. Lastura, 2020. ISBN: 978-84-121423-4-1, selección de poemas, pp. 31-36.
- Un tiempo fuera del tiempo.[25] Eds.: Antonino Nieto y Ramón G. Pomar (Madrid, Ed. Ocho y medio, 2020). ISBN: 978-84-94953-43-9
- La casa del poeta. Eds. Carmen Berasategui y Gonzalo Esparza (Trampa Ediciones, 2021). ISBN 10: 8418469072. “La casa y los tambores”, p. 93.

## Obra periodística (selección)

### Grupo Zeta
- “La generación bunker” (Tiempo, 14/01/2011), estudio del fenómeno de la adicción de muchos adolescentes a las nuevas tecnologías, pp. 75-78
- “En la red de la anorexia” (Interviú,10-10-2005), investigación (primera en España) sobre el trastorno de la anorexia y las webs pro-anorexia y pro-bulimia, pp. 76-81.
- “Inglés express” (Tiempo, 10/12/2010), sobre nuevos métodos para aprender inglés a través de las tecnologías, academias, etc.
- "Marchando una de magia urbana" (Tiempo, 12/04/2013), sobre nuevos planteamientos en el mundo del turismo y la comunicación, pp. 74-76.
- Entrevista a Stephan Hessel, autor de Indígnense. Primera entrevista realizada a Hessel en España (Tiempo, nº 1491, 2011).

### El Ciervo
- “La epidemia silenciosa” (nº688-689, julio-agosto 2008). Investigación sobre el suicidio gerontológico en relación con el nivel cultural. (Reportaje)
- "La poesía y el tiempo" (nº742, mayo-julio de 2013).[26]
- Entrevista al cantautor y poeta Luis Eduardo Aute (El Ciervo, nº 732, 2012)[27]

### Arte por Excelencias
- "El concierto-diafragma de Cruz Novillo” (01/12/2011), Revista Arte por Excelencias (2010-2012)[28]

### Ecohabitar
- "Hippies modernos" (Ecohabitar nº 18, julio-agosto 2008). Sobre los grupos de habitantes de la cala de San Pedro, pp. 44-47.[29]

## Otras fuentes
- Zelada, Leo. Poesía Hispanoamerica Actual y Poesía Española Contemporánea: 24-25. Madrid: Visión Libros - Lord Byron Ediciones. ISBN 978-84-9998372-7
- Entrevista a Izara Batres, sobre Cortázar y París: Último round en Radio Nacional de España, en el programa Viaje al centro de la noche 28 /09/14: https://www.rtve.es/alacarta/audios/viaje-al-centro-de-la-noche/viaje-centro-noche-viajamos-faldas-loco-ii-28-09-14/2776942/?fbclid=IwAR1E7xs3qYCKkO3090vdR13JMBWtgyU9-DdSeOTDS_Uj_Ld775aSIpO9XKY
- Artículo académico de Robert Simon sobre Sin red: https://dialnet.unirioja.es/ejemplar/565817
- Poemas de Sin Red en el periódico el obrero https://elobrero.es/cultura/poetas/57643-poema-libro-sin-red-de-izara-batres-ed-renacimiento-2019.html
- Reseña de Sin Red, por Luis Ramoneda https://www.clubdellector.com/entrada-de-blog/un-texto-enriquecedor
- "Born from pain and fire: mystical symbolism and the search for cronopia in the poetry of Izara Batres Cuevas" Robert Simon Kennesaw, State University https://orcid.org/0000-0002-4533-5088 https://doi.org/10.18239/estudios_2021.173.12
- About. Izara Batres.

- Datos: Q18719618